# Eliel

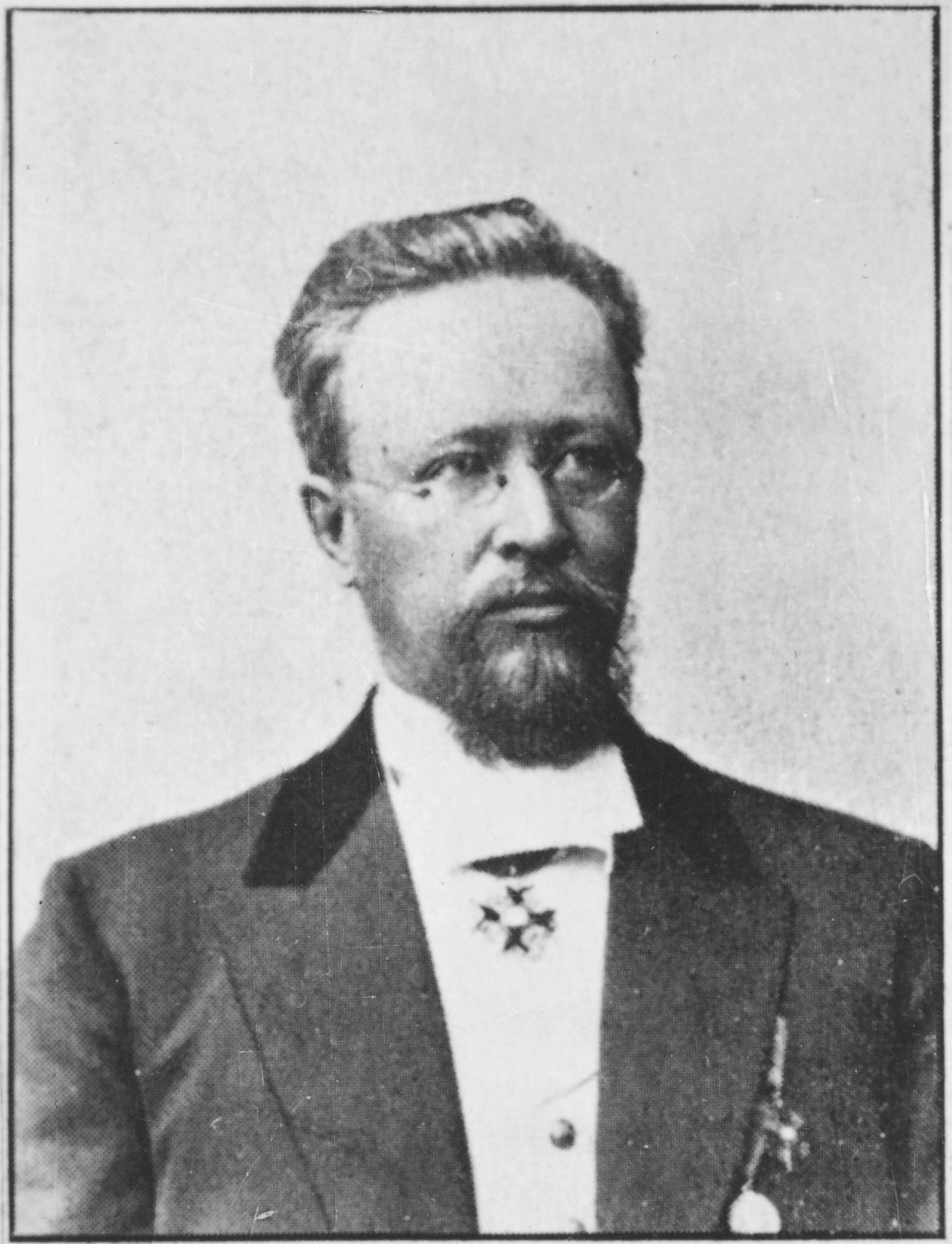
Eliel Soisalon-Soininen

Eliel är ett bibliskt mansnamn med hebreiskt ursprung. Namnet är består av två delar, bägge syftande på gud; Eli ("min gud") och -el ("gud"). Det går därför att utläsa namnet som "min gud Gud" eller "min gud är Gud", då hebreiskan inte använder verbet "är".
Den 31 december 2022 fanns det totalt 105 personer folkbokförda i Sverige med namnet Eliel, varav två kvinnor. Som tilltalsnamn bar 27 män namnet Eliel.
I den finlandssvenska namnsdagslängden har Eliel namnsdag 9 april sedan 2000.

## Personer med förnamnet Eliel
- Eliel Aspelin-Haapkylä, finländsk litteratur- och konsthistoriker
- Eliel Lagercrantz, finländsk biolog
- Eliel Lazo, kubansk musiker
- Eliel Löfgren, Swedish politiker
- Eliel Mickelsson, finländsk kapten och politiker
- Eliel Peretz, israelisk fotbollsspelare
- Eliel Persson, finländsk politiker
- Eliel Saarinen, finländsk arkitekt
- Eliel Soisalon-Soininen, finländsk politiker
- Eliel Swinton, skådespelare och amerikansk fotbollsspelare